# Crystal Japan
"Cristal Japan" é uma peça instrumental escrita por David Bowie e lançada como single no Japão em 1980. A faixa foi gravada em 1979 e utilizada em um comercial japonês do saquê Cristal Jun Rock. Bowie também faz uma participação no vídeo, embora tenha dito que a faixa não foi composta com esse objetivo. Originalmente intitulada "Fujimoto San", a faixa seria a última do álbum Scary Monsters até ser substituída por "It's No Game (No.2)".

## Lista de faixas
1. "Crystal Japan" (David Bowie) – 3:08
2. "Alabama Song" (Bertolt Brecht, Kurt Weill) – 4:51

## Outras versões
- A faixa foi lançada como Lado B do single "Up the Hill Backwards" em março de 1981.
- Em 1992 foi lançada como faixa bônus na reedição da Rykodisc do álbum Scary Monsters.
- A faixa também foi lançada nas compilações Rare, em 1982, e All Saints, em 2001.

## Covers
- Anonymous – Top 10 Party Dance Cassette
- The Drop Outs – Ashes to Ashes: A Tribute to David Bowie (1998)
- Ash – A–Z Vol.2